# 麻布学園私物化事件
麻布学園私物化事件（あざぶがくえんしぶつかじけん）は、学園紛争が盛んな時代に学校法人麻布学園で起きた事件/出来事。学校長代行であった人物が学園のいわば独裁者として学園を私物化したとされ、これに対する紛争が発生した出来事である。生徒側が学校運営者側に全面譲歩（ないし全面勝利）させた非常に珍しいケースとされる。

## 概要
1970年に麻布学園に学園紛争を鎮火させるために同窓会から校長代行に就任する人物が送られる。この校長代行は強硬な姿勢で生徒や教員を押さえつけていた。自分に批判的な教員を解雇したり、知人の息子を裏口入学させたり、校外施設を勝手に売却して代金を横領するなど学園を私物化していた。この校長代行には学園紛争を行っていた生徒だけでなく教員も反発して労働組合が結成された。
校長代行は反対する生徒は100人でも200人でも退学にすると宣言していた。これに対して生徒は怒って授業をボイコットして教育機能は麻痺して、教員からも恐怖政治であると批判される。校長代行は校内に警察を何回も入れて10人近くの反対する生徒が逮捕されていた。
1971年10月3日は文化祭の日で、ここに竹槍を持った過激な生徒が乱入して事務所を占拠した。これに対して一般の生徒は遠巻きに見ていたが校長代行は機動隊を構内に入れた。このことに対して一般の生徒が激高して機動隊を追い返した。10月5日の文化祭の後片付けの日に生徒約500人が体育館で集会を開き校長代行の参加を呼びかけたが来なかった。約250人の生徒が中庭でシュプレヒコールを行えば校内に機動隊が導入された。教員と生徒は抵抗したが機動隊によって追い払われてしまった。10月7日から無期限に学校が閉鎖された。
11月12日に市谷で高校3年生の学年集会が開催され校長代行も出席していた。この時に大混乱が起きて、校長代行に暴力的に全校集会への出席を約束させた。11月13日に学校の閉鎖が解除され全校集会が行われる。その2日後にアジテーション演説を行っていた生徒が学校を出たところで逮捕された。これに対して生徒は激高して、校長代行は吊るし上げられて辞めさせられてしまった。
麻布学園には1962年に創設された同窓会が存在していた。この同窓会が理事会に強く推したことで校長代行が就任していた。このような校長代行を学校に送り込んできた同窓会は非難されて解散させられてしまい、麻布学園は同窓会が存在しない学校になった。